# W. Howard Greene
William Howard Greene (* 16. August 1895 in River Point, Rhode Island; † 29. Februar 1956 in Los Angeles, Kalifornien) war ein US-amerikanischer Kameramann.

## Leben
Greene kam über die Firma Technicolor Corporation zum Film und war von Beginn an beteiligt an der Entwicklung des Kino-Farbfilms. Nach der Etablierung des Farbfilms wurde er als Chefkameramann zum Spezialisten für Farbaufnahmen und arbeitete mit den bekanntesten Hollywood-Regisseuren der 1930er Jahre zusammen. Mehrfach war er für den Oscar für die beste Kamera nominiert und gewann ihn 1943 für Das Phantom der Oper. Die nach dem Zweiten Weltkrieg unter Mitarbeit von Greene entstandenen Filme reichten nicht mehr an diese Erfolge heran. Sein Schaffen umfasst bis Mitte der 1950er Jahre rund 50 Produktionen.

## Filmografie (Auswahl)
- 1935: Legong
- 1936: Der Garten Allahs (The Garden of Allah)
- 1936: Kampf in den Bergen (The Trail of the Lonesome Pine)
- 1936: Give Me Liberty (Kurzfilm)
- 1937: Ein Stern geht auf (A Star Is Born)
- 1937: Denen ist nichts heilig (Nothing Sacred)
- 1938: The Declaration of Independence (Kurzfilm)
- 1939: Günstling einer Königin (The Private Lives of Elizabeth and Essex)
- 1939: Jesse James, Mann ohne Gesetz (Jesse James)
- 1940: Die scharlachroten Reiter (North West Mounted Police)
- 1941: Blüten im Staub (Blossoms in the Dust)
- 1941: Verfluchtes Land (The Shepherd of the Hills)
- 1942: Das Dschungelbuch (Rudyard Kipling’s Jungle Book)
- 1943: Phantom der Oper (Phantom of the Opera)
- 1944: Ali Baba und die vierzig Räuber (Ali Baba and the Forty Thieves)
- 1944: Das Lied des goldenen Westens (Can’t Help Singing)
- 1944: Die Schlangenpriesterin (Cobra Woman)
- 1944: The Climax
- 1947: Die Piraten von Monterey (Pirates of Monterey)
- 1947: Tycoon
- 1947: Die falsche Sklavin (Slave Girl)
- 1949: Raubkatze (The Big Cat)
- 1950: Der Tiger von Texas (High Lonesome)
- 1951: Der jüngste Tag (When Worlds Collide)
- 1952: Der Brigant (The Brigand)
- 1952: Terror am Rio Grande (Denver and Rio Grande) (Regisseur der Second Unit)
- 1953: König der Piraten (Raiders of the Seven Seas)
- 1953: Überfall in Texas (Gun Belt)